# Kallokkarivier
Kallokkarivier (Zweeds – Fins: Kallokkajoki) is een rivier annex beek, die stroomt in de Zweedse  gemeente Kiruna. De rivier verzorgt de afwatering van het Kallokkameer en de vallei waarin die ligt. De rivier stroomt naar het noorden en loost haar water in de Jieririvier; een voorloper van de Idirivier. De rivier is circa negen kilometer lang.
Afwatering: Kallokkarivier → Idirivier →  Muonio → Torne → Botnische Golf